# Эхтиярие
Эхтиярие (перс. اختیاریه‎; также романизированный как Ekhtiyāriyeh или Extiyāriye(h)) — микрорайон в районе Шемиран в северном Тегеране, Иран.
Эхтиярие был относительно небольшой деревней в пригороде Тегерана ещё в начале 1960-х годов. В конце 1960-х и начале 1970-х годов эта деревня, а также весь городок Шемиран стали частью Большого Тегерана.
Район разделён на три основные части: север, центр (где расположена площадь Эхтиярие) и юг.
В прошлом вокруг Эхтиярии было три села.
Деревня Салтанат-Абад была расположена на востоке и юго-востоке. Деревня Ростам-Абад была расположена на западе и юго-западе, а деревня Фармание находилась на севере Эхтиярие. Деревни Салтанат-Абад и Фармание полностью исчезли, но деревня Ростам-Абад и сегодня остаётся несколько нетронутой.
После революции 1979 года бывшая «улица Салтанат Абад» была названа «улица Пасдаран», а бывшая «улица Камран» была названа «улица Дибаджи».

## История
Весь Эхтиярие когда-то принадлежал аристократу по имени Сахеб Эхтияр, а его земля называлась Эхтиярие, что можно было перевести как Земля, принадлежащая Эхтияру.